# فيليكس شابمان
فيليكس شابمان (5 أكتوبر 1996 - ) هو لاعب كرة طائرة كوبا.